# Pfaffenhofen (Tirol)
Pfaffenhofen is een gemeente in het district Innsbruck Land van de Oostenrijkse deelstaat Tirol.
Pfaffenhofen ligt in het Oberinntal bij Telfs, ten zuiden van de Inn. Het hoogste punt van de gemeente is de 2796 meter hoge bergtop Hocheder. Het dorp is aan Telfs vastgegroeid. In het westen grenst de gemeente aan de gemeente Rietz in het district Imst. Pfaffenhofen is bereikbaar via de Inntal Autobahn via afrit Telfs-West en via de Arlbergspoorlijn met het in de gemeente gelegen treinstation Telfs-Pfaffenhofen.

## Geschiedenis
De gemeente werd voor het eerst vermeld in 1197. De parochiekerk stamt uit 1310, kreeg barokke elementen en werd later opnieuw van gotische elementen voorzien. Ten noorden van de kerk werd een grafveld van de Bajuwaren uit de 7e of 8e eeuw gevonden. Tot in de Middeleeuwen was de rechtbank Hörtenberg in het dorp het centrum van het gebied, totdat deze naar Telfs werd verhuisd en Pfaffenhofen minder betekenend werd. In de 19e eeuw hebben zich enkele industriebedrijven in de gemeente gevestigd.